# Jobbos
Jobbos (1899-ig Praurócz, szlovákul: Pravrovce) Repejő településrésze, korábban önálló község Szlovákiában, az Eperjesi kerület Mezőlaborci járásában.

## Fekvése
Mezőlaborctól 10 km-re délnyugatra fekszik. Repejőnek az Olyka-patak jobb partján található részét képezi.

## Története
A települést 1408-ban említik először „Prauroc” néven. A sztropkói uradalomhoz tartozott. 1715-ben malma, 3 lakatlan és 7 lakott háza volt. 1767-től a Dessewffy család birtoka. 1787-ben 34 házában 232 lakos élt.
A 18. század végén Vályi András így ír róla: „PRAVRÓCZ. Pravrovcze. Orosz falu Zemplén Vármegyében, földes Ura Gróf Dezsőfy Uraság, lakosai ó hitüek, fekszik Varekhez fél, Puczakhoz pedig másfél órányira, határja két nyomásbéli, hegyes, kősziklás, agyagos, tsupán zabot terem, erdeje van, piatza Sztropkón.”
A 19. században a Ruzsicska család tulajdonában állt. 1828-ban 36 háza volt 272 lakossal, akik mezőgazdasággal, erdei munkákkal foglalkoztak.
Fényes Elek 1851-ben kiadott geográfiai szótárában így ír a faluról: „Praurócz, orosz falu, Zemplén vmegyében, Repejő fil. 6 romai, 263 g. kath., 4 zsidó lak., 439 hold szántófölddel. F. u. Dessewffy. Ut. p. Nagy-Mihály.”
Borovszky Samu monográfiasorozatának Zemplén vármegyét tárgyaló része szerint: „Jobbos, azelőtt Praurócz. Ruthén kisközség. Csak 23 háza és 149 gör. kath. vallású lakosa van. Postája Homonnaolyka, távírója és vasúti állomása Radvány. A sztropkói uradalom tartozéka volt és később a báró Dessewffy, majd a Jekelfalussy családé lett. Most Tarnovszky Sándornénak van itt nagyobb birtoka. Az 1663-iki pestis itt is megkövetelte áldozatait. A falubeli gör. kath. templom 1832-ben épült.”
1910-ben 266, többségben ruszin lakosa volt, jelentős német kisebbséggel. Az 1915-ös orosz offenzívában a falu majdnem teljesen megsemmisült. 1920 előtt Zemplén vármegye Mezőlaborci járásához tartozott.
1964-ben csatolták Repejőhöz.

## Nevezetességei
- A Szentháromság tiszteletére szentelt görögkatolikus temploma 1832-ben épült. A templom 18. századi ikonosztáza ma a felsővízközi falumúzeum templomában látható.
- Kápolnája 1908-ban épült.